# Місячний модуль

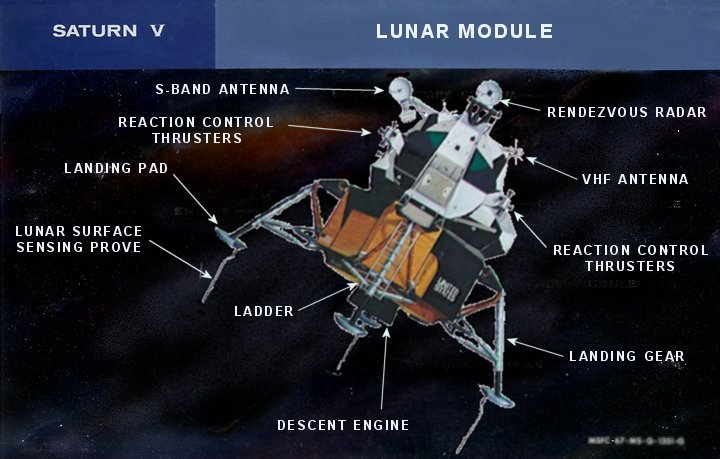
Схема Місячного модуля

Місячний модуль космічного корабля Аполлон (англ. Apollo Lunar Module, LM), інша назва Модуль відвідин Місяця (англ. Lunar Excursion Module, LEM) — космічний апарат для доставки двох осіб на поверхню Місяця і повернення їх на базовий блок космічного корабля Аполлон. З 14 апаратів 9 отримали власні назви від екіпажів. З 1969 по 1971 шість апаратів здійснили вдалі посадки на поверхню Місяця, доставивши загалом 12 осіб.
Місячні модулі будувала Авіабудівна корпорація Груманн (англ. Grumman Aircraft Engineering Corporation) для програми «Аполлон». Перший космічний апарат, створений тільки для позаземної діяльності людей. Під час шести польотів Аполлона місячний модуль доставляв двох космонавтів з командного відсіку корабля Аполлон на поверхню Місяця і повернув їх на корабель. В польоті Аполлона-13 висадку скасували внаслідок пошкодження службового відсіку. Екіпаж врятувався, використавши енергію місячного модуля для живлення пошкодженого апарата.

## Схема польоту

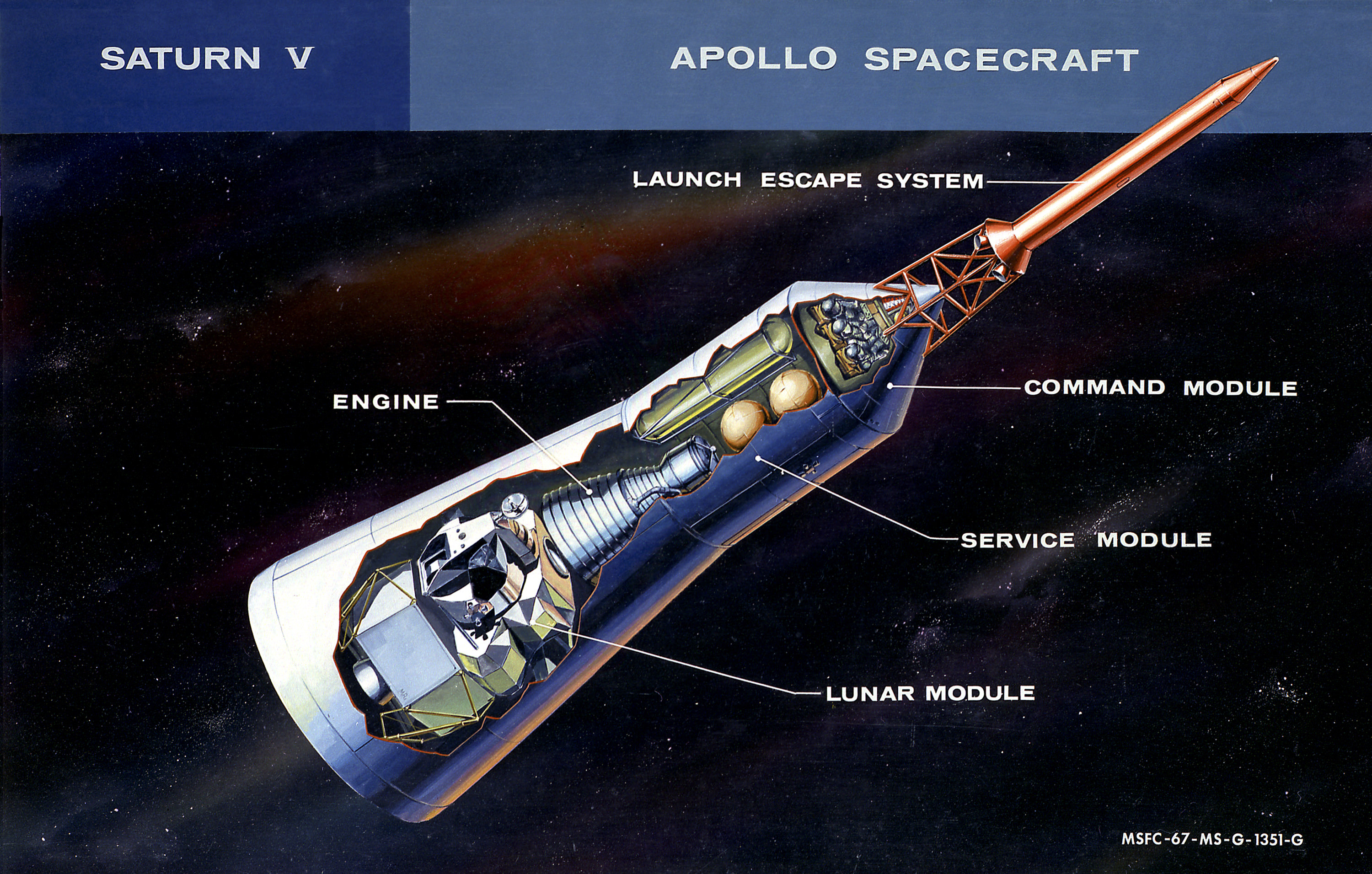
Розташування частин корабля Аполлон під час запуску. Згори донизу командний відсік, службовий відсік, місячний модуль.

Під час запуску місячний модуль зі складеними опорами розташовувався на верхній частині третього ступеня ракети-носія «Сатурн V» всередині конічного перехідника (англ. Spacecraft-to-LM Adapter, SLA) під соплом двигуна службового відсіку. Там він залишався і під час виходу на опорну орбіту навколо Землі і при вмиканні двигуна для польоту до Місяця.

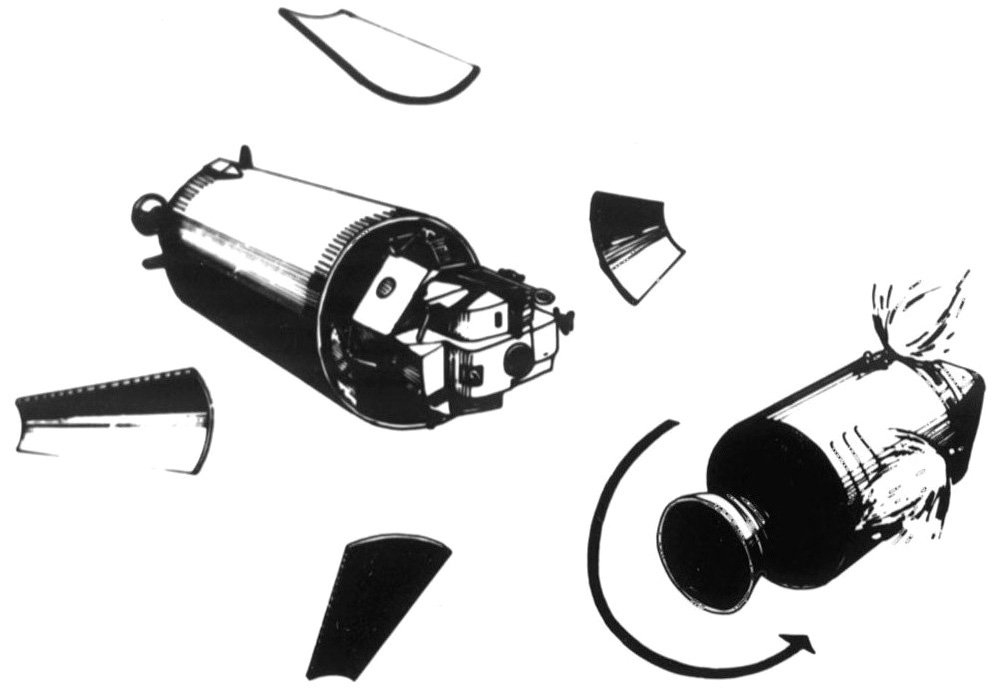
Розділення конічного перехідника і розворот базового блока

Незабаром після старту до Місяця конічний перехідник розкривався на чотири частини, а базовий блок відокремлювався від перехідника, розвертався на 180°, наближався і зістиковувався з місячним модулем, після чого виводив місячний модуль з вершини третього ступеня. При польоті до Місяця стикувально-перехідні люки були відчиненими, пілот місячного модуля заходив у модуль, щоб тимчасово увімкнути живлення і перевірити роботу систем (окрім двигунів). Під час усього польоту він був бортінженером, відповідальним за контроль систем місячного модуля і базового блока.
Після виходу на орбіту навколо Місяця командир і пілот місячного модуля заходили в модуль, вмикали живлення, закривали стикувально-перехідні люки, розкривали й закріплювали опори, після чого відокремлювались від базового блоку і здійснювали самостійний політ. Командир керував системами польоту і тяги двигунів. Одночасно з цим пілот місячного модуля керував іншими системами й повідомляв командиру стан систем і надавав навігаційну інформацію. Після огляду опор пілотом командного модуля місячний модуль відходив на безпечну відстань. На 30 секунд вмикався двигун і швидкість зменшувалась, місячний модуль виходив на орбіту з периселенієм приблизно 15 км (15'000 футів) від поверхні за 480 км від місця запланованої посадки.
Двигун вмикався знову для початку зниження. Оскільки апарат рухався соплом двигуна уперед, то екіпаж летів лежачи на спинах, покладаючись на комп'ютер, який мав знизити поступальну і вертикальну швидкості майже до нуля. Управління здійснювалось поєднанням дроселювання двигуна і роботою двигунів системи орієнтації, керованих комп'ютером з допомогою радара приземлення. Під час гальмування висота зменшувалась приблизно до 3 км, а при заході на посадку становила 210 м. Під час заходу на посадку апарат розвертався у майже вертикальну позицію, щоб екіпаж міг дивитись уперед і вниз на місячну поверхню (яку тепер він вперше бачив зблизька). Приблизно на відстані 610 м від запланованого місця посадки командир вмикав ручне управління. Палива мало вистачити приблизно на дві хвилини польоту-зависання, під час якого оглядалось місце посадки, обране комп'ютером, і робились необхідні поправки. При потребі посадку можна було скасувати у будь-який момент, відкинувши піротехнічними пристроями посадковий ступінь і увімкнувши двигун злітного, щоб терміново повернутись на орбіту і зістикуватись з базовим блоком. Знизу до опорних частин трьох опор кріпились довгі щупи, при контакті з поверхнею трьох щупів довжиною 91,44 см (три фути) вмикався світловий індикатор з сигналом про необхідність вимкнути двигун, щоб модуль міг приземлитись на поверхню.
Для виходів на поверхню і «стоячих виходів» — висовування з верхнього люка для огляду найближчої місцевості — повністю розгерметизовувалась кабіна, оскільки в модулях не було шлюзової камери, що значно спрощувало конструкцію і зменшувало масу.
При старті з Місяця злітний ступінь відокремлювався від посадкового, який використовувався як стартова платформа, і використовував злітний двигун для виходу на орбіту. Після кількох корекцій орбіти злітний ступінь зближувався з базовим блоком і зістиковувався для переходу екіпажу і перенесення зразків порід. По закінченні роботи злітний ступінь відстиковувався і виходив на геліоцентричну орбіту або розбивався об поверхню Місяця.

## Опис
Місячний модуль корабля Аполлон мав два ступені: посадковий та злітний. Посадковий ступінь, обладнаний самостійною рушійною установкою і шасі, використовувався для зниження місячного корабля з орбіти Місяця до м'якої посадки на місячну поверхню, а також був стартовим майданчиком для злітного ступеня.
Злітний ступінь, з герметичною кабіною для екіпажу та самостійною рушійною установкою, після завершення перебування на Місяці стартував з верхньої частини посадкового ступеня і на орбіті зістиковувався з командним відсіком. Відсіки розділювались піротехнічними пристроями.
Злітний і посадковий ступінь мали тепловий та мікрометеоритний захисні екрани з багатошарового майлару і алюмінію.

### Злітний ступінь
Злітний ступінь місячного модуля мав три основні відсіки: відсік екіпажу, центральний відсік і відсік обладнання. Герметичними були тільки відсік екіпажу та центральний. Герметичні відсіки мали загальний об'єм 6,7 м³, тиск всередині становив 0,337 кг/см². Висота злітного ступеня була 3,76 м, діаметр 4,3 м. Конструктивно злітний ступінь складався з шести вузлів: відсік екіпажу, центральний відсік і відсік обладнання, вузол кріплення РРД, вузол кріплення антен, тепловий і мікрометеорний екран. Циліндричний відсік екіпажу діаметром 2,35 м, довжиною 1,07 м (об'єм 4,6 м³) був зроблений з алюмінієвих сплавів.
Два робочі місця астронавтів обладнувались пультами управління, системою фіксації космонавтів, двома вікнами переднього огляду, вікнами над головами для спостереження за процесом стикування, телескопом в центрі між космонавтами. Дві особи могли автономно перебувати в модулі 75 годин.
Характеристики злітного ступеня:
- Маса разом з паливом: 4670 кг
- Атмосфера кабіни: 100 % кисень, тиск 33 кПа (кілопаскалів)
- Вода: два баки по 19,3 кг
- Охолоджувач: 11,3 кг розчину етиленгліколь-вода
- Температурний контроль: один активний теплообмінник «вода-лід»
- Двигуни Реактивної системи керування (РСК): маса палива: 287 кг
- Кількість і тяга РСК: 16 × 445 Н у чотирьох групах
- Паливо РСК: Аерозин 50/Азотний тетраоксид (N2O4)
- Питомий імпульс РСК: 290 с
- Злітний двигун: злітний двигун місячного модуля (англ. LM Ascent Engine (LMAE)) фірми Бол Ейрспейс (англ. Ball Aerospace) з соплами (англ. LMAE Injectors) фірми Рокетдайн (англ. Rocketdyne) Rocketdyne RS-18
- Маса палива злітного двигуна: 2353 кг
- Тяга злітного двигуна: 15,6 кН
- Паливо злітного двигуна: Аерозин 50/Азотний тетраоксид (N2O4)
- Система нагнітання злітного двигуна: два гелієві баки масою 2,9 кг кожен, тиск 21 МПа
- Питомий імпульс: 311 с
- Тягооснащеність на зльоті: 2,124
- Характеристична швидкість (delta V): 2220 м/с
- Батареї: дві 28—32 В (вольт), 296 А·год (ампер-годин), срібно-цинкові; масою 56,7 кг кожна
- Бортова мережа: 28 В постійного струму, 115 В 400 Гц — змінного струму

### Посадковий ступінь
Посадковий ступінь місячного модуля мав хрестоподібну раму з алюмінієвого сплаву. В центральному відсіці розташовувалась рушійна установка з посадковим рідинним ракетним двигуном (РРД) фірми STL.
У чотирьох відсіках, утворених рамою навколо центрального відсіка, встановлювались паливні баки, кисневий бак, бак з водою, гелієвий бак, електронне обладнання, підсистема навігації та управління, посадковий радіолокатор і акумулятори.
Чотириопорне шасі посадкового ступеня поглинало енергію удару при посадці корабля на поверхню Місяця, використовуючи для цього чарункові патрони, встановлені на телескопічних стояках ніг шасі. Удар також пом'якшувався деформацією вкладених чарункових елементів у центрах посадкових опор.
Висота посадкового ступеня була 3,22 м, діаметр 4,3 м.
Характеристики посадкового ступеня:
- Маса разом з паливом: 10 334 кг
- Вода: 1 бак 151 кг
- Маса палива q окисника: 8165 кг
- Двигун: Посадковий двигун TRW англ. LM Descent Engine (LMDE), TRW TR-201
- Тяга двигуна: 45,04 кН, при дроселюванні 10—60 % від повної тяги
- Компоненти палива: Аерозин 50/Азотний тетраоксид (N2O4)
- Бак нагнітання: 1 × 22 кг, газ нагнітання-гелій, тиск 10,72 кПа
- Питомий імпульс: 311 с
- Характеристична швидкість (delta V): 2470 м/с
- Батареї: 4 («Аполлони» -9...-14) або 5 («Аполлони» -15...-17) 28—32 В, 415 А·год, срібно-цинкові, кожна масою 61,2 кг

## Список модулів
| Номер | Назва                                     | Політ | Дата запуску | Посадка на Місяць | Нині перебуває |
| ----- | ----------------------------------------- | --- | ------------ | ----------------- | --- |
| LM-1  | Не було                                   | «Аполлон-5», випробування на орбіті Землі безпілотного місячного модуля | 22.01.1968   | Не було           | Злітний і посадковий модцулі згоріли у атмосфері Землі.                                                                                                 |
| LM-2  | Не було                                   | Запасний апарат для безпілотного польоту | Не було      | Не було           | Національний музей авіації і космонавтики США. |
| LM-3  | Спайдер, (англ. Spider), Павук            | «Аполлон-9», відпрацювання на орбіті Землі операцій з відстикування місячного модуля для посадки на поверхню, стикування після зльоту і відстикування перед польотом базового блоку до Землі. | 03.03.1969   | Не було           | Злітний ступінь (1969-018C) згорів у атмосфері Землі 23 жовтня 1981 року. Посадковий ступінь (1969-018D) згорів у атмосфері Землі 22 березня 1969 року. |
| LM-4  | Снупі, (англ. Snoopy), Допитливий         | «Аполлон-10╗, комплексні випробування системи на орбіті Місяця з виконанням всіх операцій, необхідних для висадки на поверхню, включно з наближенням до поверхні на 15,24 км (50'000 футів).  | 18.05.1969   | Не було           | Посадковий модуль зіткнувся з поверхнею Місяця. Злітний модуль перебуває на геліоцентричній орбіті.                                                     |
| LM-5  | Ігл, (англ. Eagle), Орел                  | «Аполлон-11», перша висадка людей на поверхню Місяця | 16.07.1969   | 20.07.1969        | Посадковий модуль на поверхні Місяця в Морі Спокою. Злітний модуль зіткнувся з поверхнею Місяця.                                                        |
| LM-6  | Інтрепід, (англ. Intrepid), Безстрашний   | «Аполлон-12», друга висадка людей на поверхню Місяця. Вивчення поверхні, демонтаж деяких деталей апарата Сервеєр-3, який приземлився на Місяць 19 квітня 1967 року, для доставки на Землю.    | 14.11.1969   | 20.11.1969        | Посадковий модуль в Океані Буревіїв, Злітний модуль зіткнувся з поверхнею Місяця.                                                                       |
| LM-7  | Акваріус, (англ. Aquarius), Водолій       | «Аполлон-13», збій у системі живлення службового модуля внаслідок вибуху. Використано живлення місячного модуля для порятунку екіпажу і безпечного повернення на Землю.                       | 11.04.1970   | Не було           | Злітний і посадковий модцулі згоріли у атмосфері Землі.                                                                                                 |
| LM-8  | Антарес, (англ. Antares)                  | «Аполлон-14», третя висадка людей на Місяць. Показана можливість точного приземлення у обраному місці і продовження досліджень поверхні.                                                      | 01.02.1971   | 05.02.1971        | Посадковий модуль у горах Фра Мауро. Злітний модуль зіткнувся з поверхнею Місяця.                                                                       |
| LM-9  | Не було                                   | Запасний апарат для пілотованого польоту | Не було      | Не було           | Космічний центр імені Кеннеді. |
| LM-10 | Фелкон, (англ. Falcon), Сокіл             | «Аполлон-15», четверта висадка людей на Місяць, перший керований місяцехід. | 26.07.1971   | 30.07.1971        | Посадковий модуль у Морі Дощів. Злітний модуль зіткнувся з поверхнею Місяця.                                                                            |
| LM-11 | Оріон, (англ. Orion)                      | «Аполлон-16», п'ята висадка людей на Місяць, другий керований місяцехід. | 16.04.1972   | 21.04.1972        | Посадковий модуль у Горах Декарта. Злітний модуль зіткнувся з поверхнею Місяця приблизно через рік.                                                     |
| LM-12 | Челенджер, (англ. Challenger), Претендент | «Аполлон-17», шоста висадка людей на Місяць, третій керований місяцехід. | 07.04.1972   | 11.12.1972        | Посадковий модуль у долині Таурус-Літтров. Злітний модуль зіткнувся з поверхнею Місяця 15 грудня 1972 року.                                             |
| LM-13 | Не було                                   | Політ скасували | Не було      | Не було           | Виставлений у Музеї колиски авіації (англ. Cradle of Aviation Museum).                                                                                  |
| LM-14 | Не було                                   | Політ скасували | Не було      | Не було           | Виставлений у Інституті Франкліна. |